# دم‌دز
دم‌دز، روستایی از توابع بخش دهدز شهرستان ایذه در استان خوزستان ایران است. این روستا در ارتفاعات زاگرس قرار دارد که همواره محلی برای زیست انواع حیوانات بوده و همواره مکانی عمومی برای چراگاه دام بوده‌است. در این منطقه، ۳ ماه تابستان چند خانوار از روستاها درازدره و سرمسجد به این منطقه می‌آیند و فقط تابستان را به دلیل گرمای مناطق کم ارتفاع پایین در این مکان باهوای معتدل به سر می‌برند.
در این منطقه باغات سیب زردآلو، آلوزرد، انجیر، انگور، گردو، بادام و گیلاس به وفور یافت می‌شود و هر باغ مطعلق به یک خانوار است و این خانوارها از چشمه ای که در این منطقه وجود دارد آب شرب خود را تأمین می‌کنند که بعضاً این آب در ماه شهریور کمی خشک می‌شود و در زمستان با بارش باران و برف، مجدداً زیاد می‌شود. این منطقه طبیعتی بکر و ناب دارد.

## جمعیت
این روستا در دهستان دهدز قرار دارد و براساس سرشماری مرکز آمار ایران در سال ۱۳۸۵، جمعیت آن هشت خانوار بوده‌است.